# Bitwa nad Chałchin-Goł

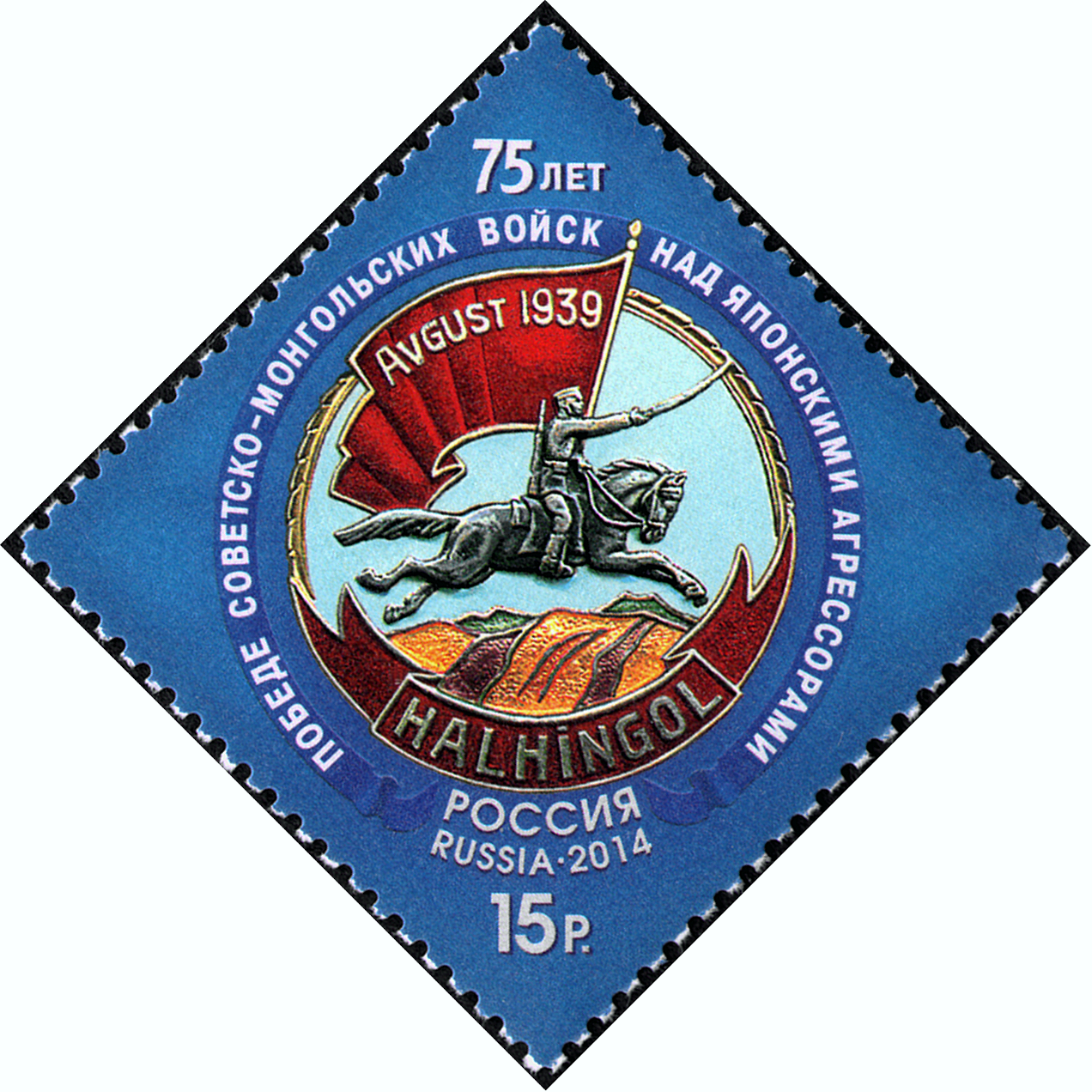
Znaczek upamiętniający bitwę nad Chałchin-Goł

Bitwa nad Chałchin-Goł – bitwa stoczona w dniach 11 maja – 16 września 1939 roku nad rzeką Chałchin-Goł pomiędzy japońską Armią Kwantuńską a wojskami mongolskimi i Armii Czerwonej, rozpoczęta atakiem Japończyków na Mongolską Republikę Ludową. Zwycięska dla Armii Czerwonej bitwa została uznana przez Iana Vernona Hogga za największą klęskę w historii armii japońskiej. W konsekwencji Japończycy starali się unikać konfrontacji z Armią Czerwoną w czasie II wojny światowej, podpisany został również radziecko-japoński pakt o nieagresji.

## Przebieg walk
Do pierwszego starcia doszło 11 maja 1939 roku, ponieważ tego dnia armia japońska zaatakowała Mongolską Republikę Ludową. Japończycy uderzyli niewielkimi siłami, które wypchnęły pododdziały mongolskie za rzekę. Wyprowadzony kontratak odrzucił Japończyków. Kolejny atak nastąpił 28 maja po zbombardowaniu przeprawy oraz miejsc dyslokacji wojsk radzieckich i mongolskich. Tym razem zaatakowały większe siły japońskie, wsparte kilkoma samochodami pancernymi z zamiarem okrążenia i zniszczenia pododdziałów armii mongolskiej i Armii Czerwonej na północ od rzeki Chałchin-Goł. Atak przeprowadzony przez oddziały japońskie na 20 km odcinku frontu został powstrzymany, ale Armia Czerwona straciła 138 żołnierzy zabitych i zaginionych oraz 198 rannych. Zniszczonych zostało 10 samochodów pancernych. Poległ dowódca 6 Dywizji Kawalerii. Według danych japońskich w czasie walk zabitych zostało 290 żołnierzy japońskich, wśród których był też podpułkownik Azuma. Użycie małych sił wynikało z tego, że Japończycy jedynie sondowali, jak poważnie Związek Radziecki traktuje pakt o wzajemnej pomocy podpisany z Mongolią.
Straty i niepowodzenia Armii Czerwonej spowodowały, że na inspekcję do Mongolii wysłano komdiwa Gieorgija Żukowa, a zagrożenie ze strony Japonii było jednym z czynników, który wpłynął na zawarcie przez Związek Radziecki paktu z III Rzeszą, zwanego paktem Ribbentrop-Mołotow. Natomiast Japoński Cesarski Sztab Generalny wyraził zaniepokojenie działaniami Armii Kwantuńskiej i zdecydował o wysłaniu obserwatora, mającego załagodzić konflikt. Kiedy informacja dotarła do generała dywizji Michitaro Komatsubary, zdecydował się on przyspieszyć działania, zanim zostanie powstrzymany. Doszło do walk w rejonie góry Bain-Cagan w dniach 3–5 czerwca. Rankiem 27 czerwca japońskie lotnictwo zbombardowało radzieckie bazy wojskowe i lotniska w Mongolii.
W nocy z 30 czerwca na 1 lipca 1939 roku duże siły japońskie sforsowały rzekę. Składały się one z 7 Dywizji Piechoty i elementów 23 Dywizji Piechoty, licząc 38 000 żołnierzy, 310 dział, 135 czołgów i 225 samolotów. W rejonie góry Baian-Cagan (Bajan Cagaan) doszło do ciężkiego boju spotkaniowego, który ukazał przewagę radzieckich jednostek pancernych nad japońskimi. W tym czasie oddziałami Armii Czerwonej i Mongolskiej Armii Ludowo-Rewolucyjnej dowodził komdiw Żukow, który na stanowisku dowódcy zastąpił komdiwa Nikołaja Fieklenkę.
Japończycy zajęli górę i oskrzydlili radzieckie siły, wobec czego oddziały Armii Czerwonej wyprowadziły kontratak i po trzech dniach ciężkich walk odepchnęły Japończyków za rzekę. Ponowny atak 23 lipca również zakończył się klęską Japończyków. Przerwę w działaniach Japończycy wykorzystali do wzmocnienia swoich sił. Sformowali 6 Armię, liczącą 65 000 żołnierzy, 182 czołgi i 300 samolotów. Powiększeniu uległy także siły Armii Czerwonej. Liczyły 57 000 żołnierzy, 498 czołgów, 542 działa i 515 samolotów.
20 sierpnia 1939 roku o godz. 5:45, Armia Czerwona pod dowództwem Gieorgija Żukowa ruszyła do natarcia. Zostało ono poprzedzone nalotami bombowców oraz trzygodzinnym ostrzałem artyleryjskim.
Wojska japońskie stawiły Armii Czerwonej silny opór. Wobec niedostatecznej ilości broni przeciwpancernej, Japończycy do walk z radzieckimi czołgami wykorzystywali miny, a nawet butelki z benzyną. Wielokrotnie dochodziło do walki wręcz. Po czterech dniach zażartych walk, wojska japońskie zostały okrążone, a po kolejnym tygodniu zniszczone. Pełne zwycięstwo nad wojskami japońskimi Armia Czerwona odniosła 20 sierpnia. W ciągu 3 miesięcy walk, straty radzieckie wyniosły (według obecnie dostępnych danych archiwalnych) ok. 28 000 żołnierzy zabitych, zaginionych, rannych i chorych. Straty japońskie wyniosły (według ówczesnych oficjalnych deklaracji strony japońskiej, dane archiwalne nadal nie są znane) ok. 17 000 zabitych i rannych. Radzieckie źródła podają znacznie większe straty strony japońskiej: 45 000 zabitych i 3000 wziętych do niewoli. Największych strat doznała japońska 23 Dywizja Piechoty, która straciła 73% swojego stanu. Decydującą rolę w osiągnięciu zwycięstwa przez Armię Czerwoną miało użycie przez gen. Żukowa w bitwie prawie pięciuset czołgów (wśród których były: BT-5, BT-7 i T-26), które sprawnie współdziałały z lotnictwem.
31 sierpnia 1939 wojska japońskie wycofały się poza granicę Mongolii i Mandżukuo. 15 września 1939 został podpisany układ o zawieszeniu broni między ZSRR a Japonią, który wszedł w życie z dniem 16 września 1939.

## Następstwa
Klęska nad Chałchin-Goł przesądziła o kierunku dalszej ekspansji japońskiej i rewizji polityki względem Związku Radzieckiego. Japońskie dowództwo zrezygnowało z ekspansji w kierunku Syberii, stawiając na podboje w Azji Południowej, w tym na opanowanie rejonów zasobnych w surowce mineralne. Porażka Japończyków była istotna dla losów II wojny światowej, gdy w grudniu 1941 roku Japończycy odmówili wsparcia III Rzeszy podczas bitwy o Moskwę (kiedy przewaga Armii Czerwonej stopniała do około 5 dywizji) i gen. Żukow mógł przerzucić pod Moskwę wypoczęte dywizje syberyjskie. O tym, że po klęsce nad Chałchin-Goł władze Japonii ostatecznie zrezygnowały z atakowania Związku Radzieckiego od strony Syberii, poinformował Józefa Stalina agent Richard Sorge. Sprawne i zręczne wykorzystanie jednostek pancernych w bitwie nad Chałchin-Goł przez gen. Żukowa, przyspieszyło jego karierę wojskową w Armii Czerwonej. Wzrósł jego autorytet, został też nagrodzony tytułem Bohatera Związku Radzieckiego. Początkowe niepowodzenia Armii Czerwonej w walkach z armią japońską miały wpływ na zawarcie 23 sierpnia 1939 roku paktu między Związkiem Radzieckim a III Rzeszą, zawierając go Józef Stalin starał się zabezpieczyć ZSRR od wojny na dwa fronty.

## Galeria

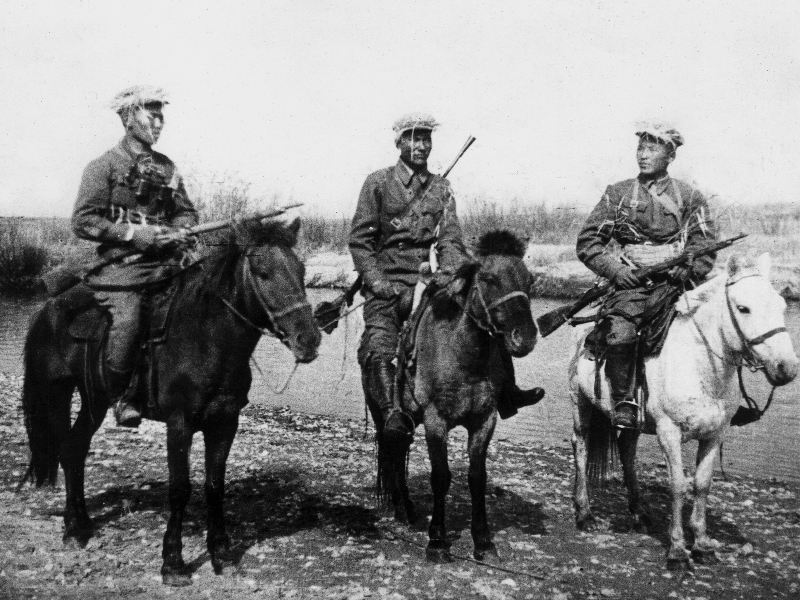
Mongolska kawaleria na Chałchin-Goł
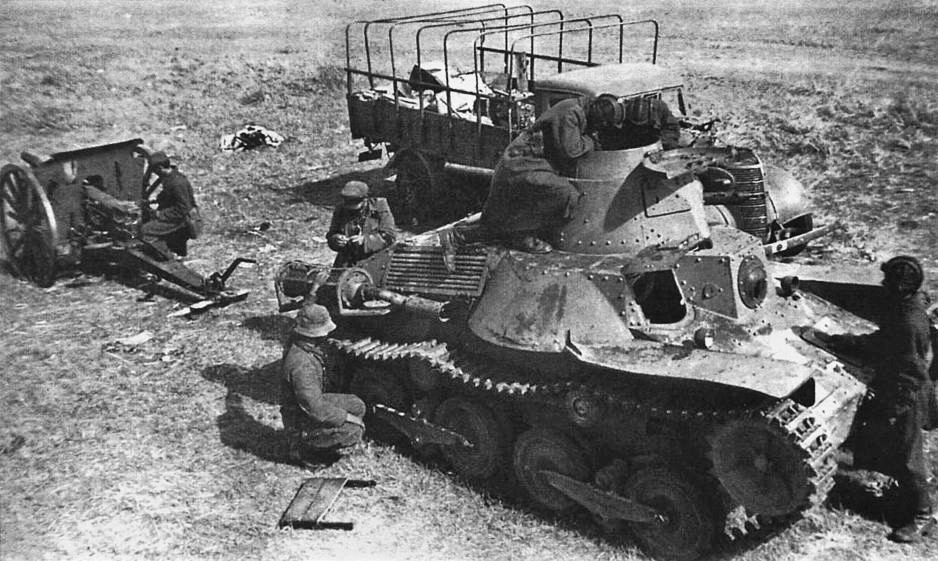
Czołg japoński Typ 95 Ha-Go zdobyty przez żołnierzy radzieckich podczas bitwy
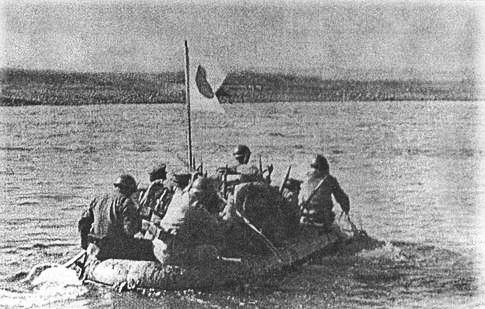
Żołnierze japońscy forsujący rzekę Chałchin-Goł